# Pushkar

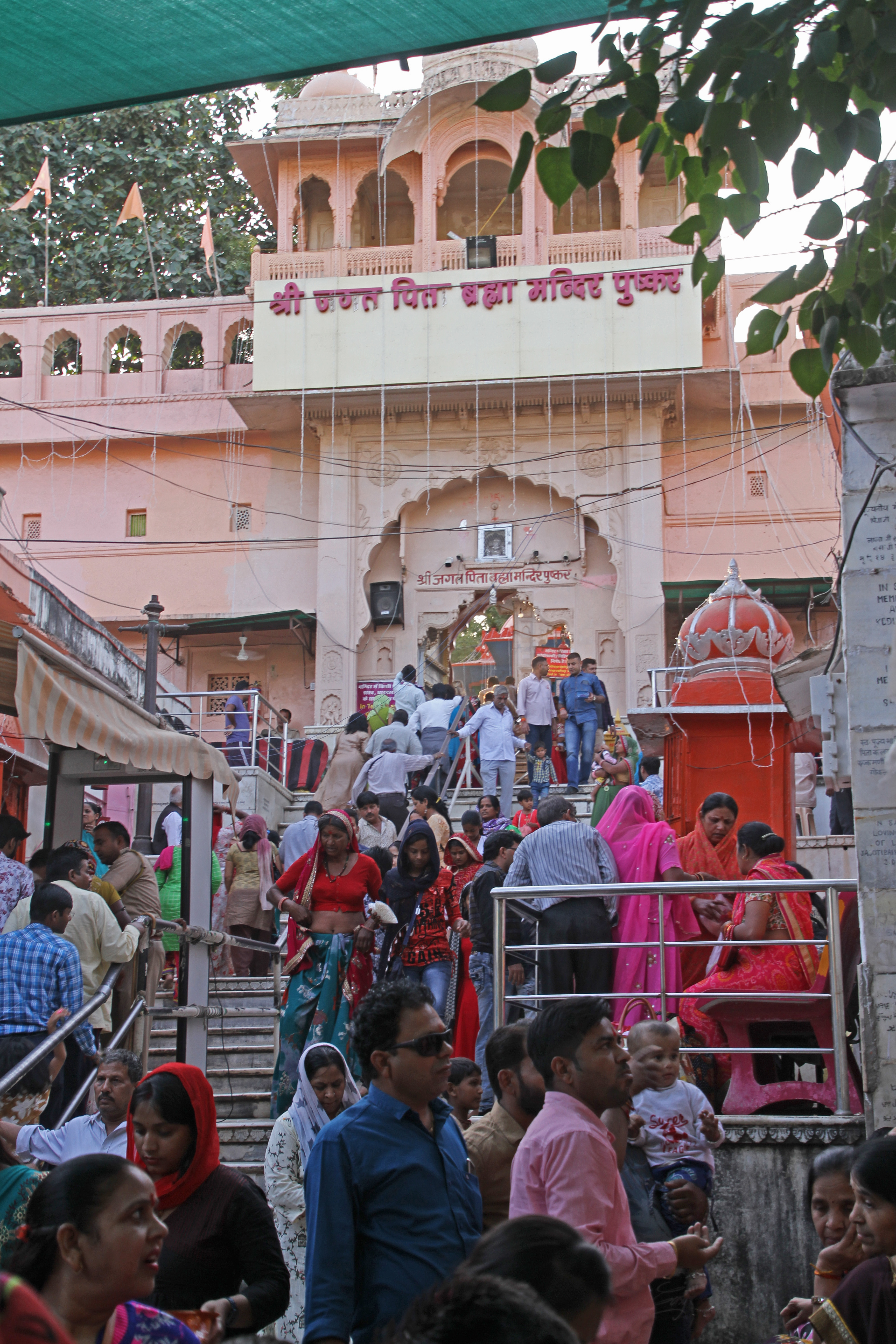
Temple dedicat a Brahma

Pushkar (hindi: पुष्कर) és una ciutat sagrada i centre de pelegrinatge i un llac al districte d'Ajmer al Rajasthan, a uns 10 km d'aquesta ciutat a 26° 29′ N, 74° 33′ E / 26.483°N,74.550°E. Al cens del 2001 consta amb una població de 14.789 habitants i el 2008 s'estimava en uns 20.000.
Encara que és l'única, Pushkar és de les poques ciutats amb temple dedicat a Brahma (del segle XIV) i altres quatre temples a destacar (tots relativament moderns) dedicats a Savitri, Badri Narayan, Varha, i Siva Atmateswara (els originals foren destruïts en temps d'Aurangzeb). El principal atractiu, a part el temple de Brahma, és el llac, que la converteix en una ciutat amb encant, però malauradament és aprofitat per bandes organitzades de malfactors que intenten robar als turistes amb prediccions i benediccions. En tots els límits de la ciutat no es pot menjar carn, aviram, ous o peix, ni es pot matar cap esser viu, i cap mena de carn, peix, aviram o ous se serveix ni als millors hotels. Una fira religiosa al novembre té l'assistència de milers de pelegrins que es banyen al llac sagrat.